# Casa Berch i Galtés
La Casa Berch i Galtés o Casa Suriol és un edifici al barri del Poble Nou, a la zona d'eixample vuitcentista i davant del Parc Tívoli de Vilafranca del Penedès. Està protegit com a bé cultural d'interès local.
Fa cantonada amb el carrer del Parlament. Té un jardí a la part posterior. Consta de planta baixa, pis i golfes, sobre planta rectangular. La teulada és a quatre aigües. Hi ha un cos annex de planta baixa. Al jardí donen un porxo tancat i una terrassa superior. Són elements remarcables en aquesta obra les golfes, amb rajola ornamental, i la barbacana. La construcció de l'edifici fou encarregada per Josep Suriol al mestre d'obres Josep Inglada i Estrada. La data del projecte és del 4 d'agost del 1884 i l'aprovació per l'Ajuntament és del 12 d'agost del mateix any.